# Islas ecológicas

## Islas ecológicas
Reciben el nombre de islas ecológicas aquellos puntos donde se agrupan varios contenedores que facilitan la clasificación de los residuos reciclables. Estas islas suelen estar compuestas por una serie de contenedores de diferentes colores y tamaños que permiten la separación adecuada de los residuos según su tipo (por ejemplo: vidrio, papel, cartón, envases plásticos, etc.). 

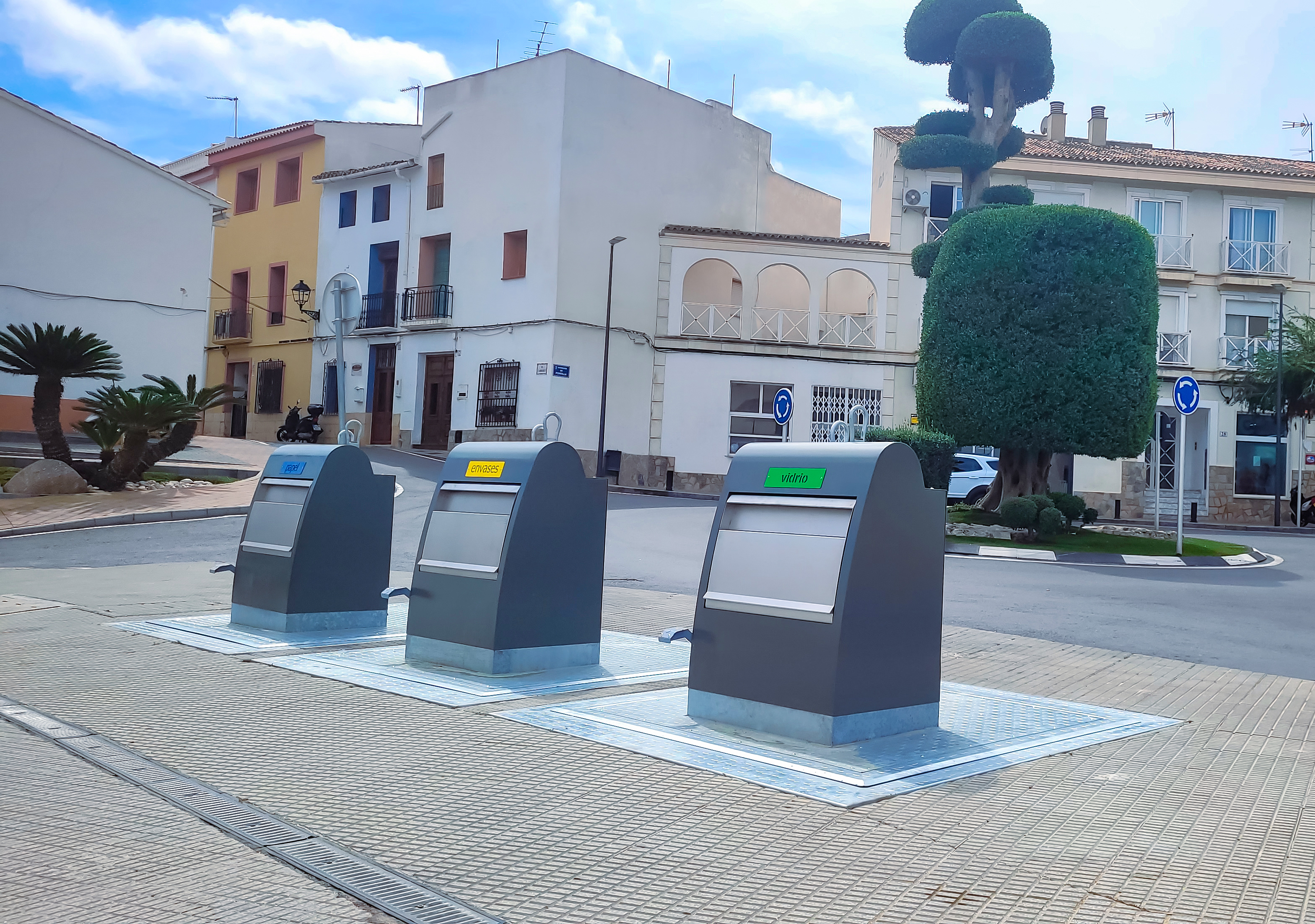
Isla ecológica compuesta por contenedores soterrados para clasificación y reciclaje de residuos.

El propósito principal de estas Islas Ecológicas es fomentar la separación y el reciclaje de residuos, promoviendo así prácticas más sostenibles y reduciendo la cantidad de desechos que terminan en vertederos o incineradoras.  
Estas iniciativas suelen ser parte de políticas municipales o programas de gestión de residuos que buscan mejorar la sostenibilidad ambiental de las ciudades y promover la conciencia sobre la importancia de reducir, reutilizar y reciclar los desechos.
Según señalaba el diputado de Servicios Municipales de Jaén, la creación de Islas ecológicas «favorece el cuidado del entorno natural de estos municipios y hace que los ciudadanos residan en un lugar más cuidado, más limpio y más sostenible». 

## Tipos de contenedores

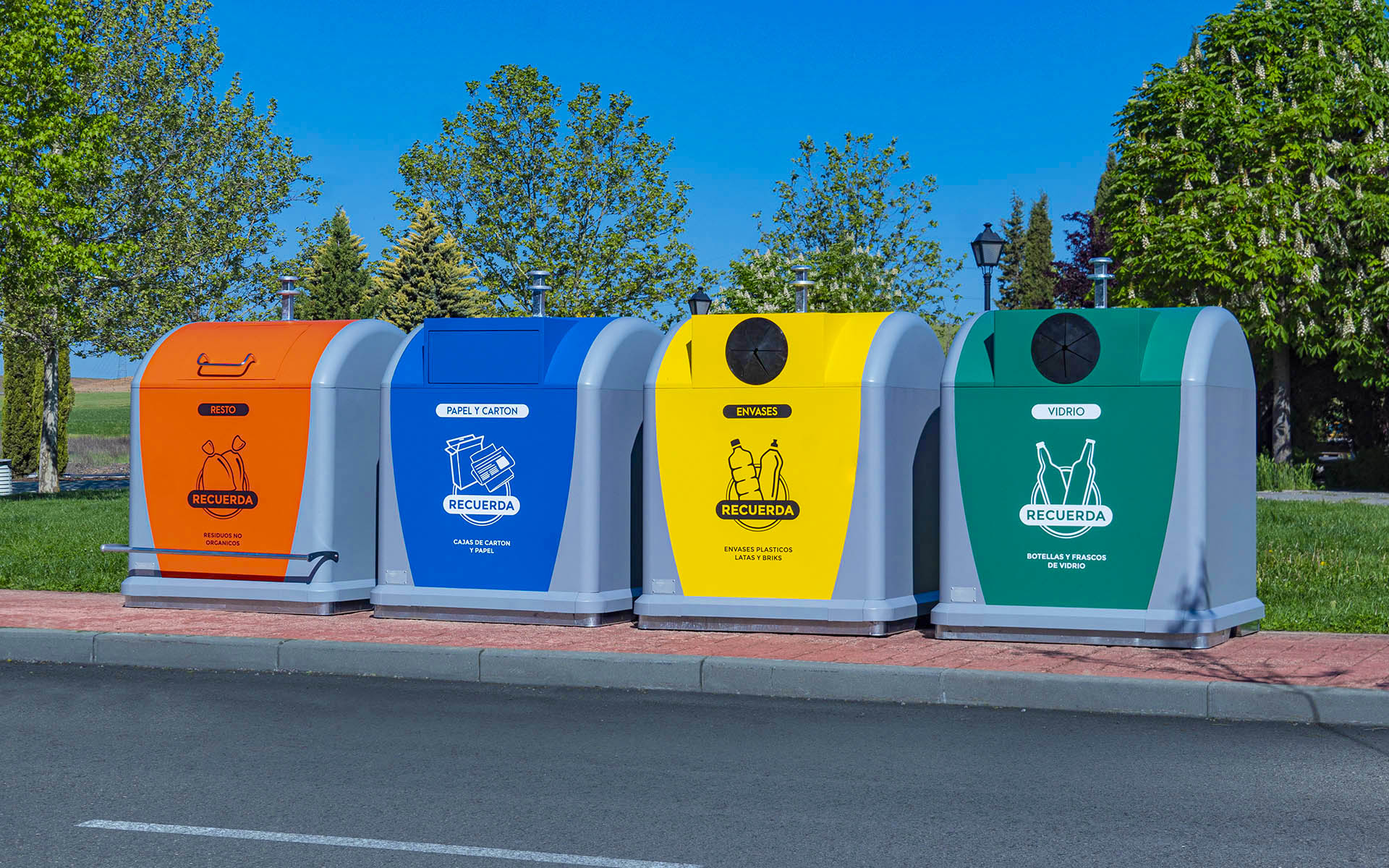
Contenedores para el reciclaje selectivo de residuos en España. Resto (contenedor naranja), papel y cartón (contenedor azul), envases plásticos (contenedor amarillo), vidrio (contenedor verde)

Contenedores de distintos colores para diferentes residuos.

### Contenedores de superficie
Los contenedores de superficie son los más comunes, se encuentran en calle y plazas. Cuyo vaciado se realiza a través de un camión con pluma. Suelen identificarse por sus colores, indicando cada color el tipo de residuo que contiene: los de color azul son para la recogida de papel y cartón, amarillo para la de envases de plástico y metal y verde para la del vidrio. Las capacidades de estos contenedores de superficie pueden in desde desde los 800 litros hasta los 3.600 litros.
También existen otros equipos que entran en la clasificación de contenedores de superficie, como pueden ser los cubre contenedores, los cuales se utilizan para cubrir los contenedores tradicionales con el objetivo de evitar que olores o lixiviados salgan a la vía pública, embelleciendo el entorno urbano.
Los contenedores de superficie, se suelen agrupar en islas ecológicas debidamente señalizadas, utilizando sistema modulares de recintado (Recinto de contenedores) que protegen y embellecen el lugar destinado a los residuos. El continuo crecimiento del reciclaje y la constante aparición de nuevos contenedores para las diversas fracciones, aconsejan la creación de estos puntos como centro de reciclaje integral. 
Estas islas ecológicas, que en la actualidad suponen un 10% de los puntos de recogida, irán paulatinamente aumentado su presencia y su diversidad, para conseguir un reciclaje más eficiente que nos sitúe en la senda de un desarrollo sostenible, en el cual el consumidor, por medio de un consumo responsable, demande de la industria, productos y embalajes de fácil reciclado, que además minimice los costes de gestión de los residuos

### Contenedores soterrados

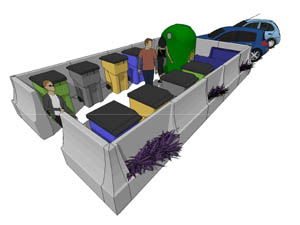
Sistema modular para la creación de islas ecológicas de superficie compuesto por módulos ajardinados, ciegos o de madera de diferentes medidas. En su instalación no precisa de obra civil y van unidos mecánicamente.

las islas ecológicas son lugares en donde se almacenan los residuos tóxicos
En los últimos años, se han comenzado a instalar contenedores soterrados en los puntos de recogida de residuos de toda la geografía, ya que presentan múltiples ventajas como potenciar la movilidad urbana, evitar los malos olores o favorecer el embellecimiento de la vía pública al ser su parte visible de menor tamaño.
Los contenedores soterrados se agrupan con frecuencia, formando las denominadas "islas ecológicas", que pueden combinar -sin límite- buzones de orgánico, con vidrio, papel y envases. Dichas islas pueden incluso combinar diferentes sistemas de recogida para cada clase de residuo, configurando de forma autónoma cada una de las máquinas o artefactos que pueda requerir el servicio; dichos sistemas son:
- Sistema de carga lateral: funciona con un mando a distancia que abre la tapa, eleva el contenedor a la rasante de la vía pública y permite al camión su retirada de forma totalmente automática, sin tan siquiera bajarse el conductor. Los contenedores suelen ser métálicos y de color gris claro, con una capacidad de 2400 litros.

- Sistema de carga trasera: su sistema es hidráulico, como el anterior, y también puede funcionar con un mando a distancia, que deja los contenedores a la rasante del vial para que sean retirados manualmente por los operarios del servicio, que lo empujan hacia el camión de forma tradicional. Los contenedores suelen ser verdes, tienen ruedas para que puedan ser empujados y son más pequeños que los de carga lateral (1.100 litros).

- Sistema pluma de doble gancho: su recogida se lleva a cabo mediante camión equipado con una pluma, que eleva el buzón y el cuerpo del contenedor sobre el mismo, para posteriormente verter su contenido con la apertura de las compuertas.

- Sistema pluma abatible: constituye una variante del anterior, donde el camión solo engancha la cuba que se encuentra bajo el buzón, quedando este abatido sobre la acera mientras se realiza la maniobra.

Aproximadamente en diez años deberán instalarse de forma obligatoria sistemas de discriminación de residuos en todos los municipios de Europa; no obstante, el clima cálido de nuestro país -y el turismo- aconsejaron ya hace años la implantación de las denominadas islas ecológicas.

## Puntos limpios
Son recintos designados por los ayuntamientos para recoger aquellos restos que no tienen cabida en los contenedores, ya sea por su gran tamaño o por su naturaleza: restos de poda, muebles, chatarra, residuos tóxicos, y otros. Los puntos limpios suelen estar dotados de grandes contenedores, cada uno para un tipo de residuos, incluidos aquellos que sí se recogen en los contenedores callejeros.